# 中国人民解放軍陸軍の師団等一覧
中国人民解放軍陸軍の師団等一覧（ちゅうごくじんみんかいほうぐんりくぐんのしだんとういちらん）は、2004年～2007年頃に確認された中国人民解放軍陸軍の師団（師）及び旅団（旅）の一覧である。
中国人民解放軍陸軍の再編は、現在も進行中であるため、序数、兵科・兵種、単位に変更があるものがあるので注意。

## 師団

### 装甲師団
計8師団
- 第1装甲師団
- 第2装甲師団
- 第3装甲師団
- 第4装甲師団
- 第6装甲師団
- 第8装甲師団
- 第11装甲師団
- 第12装甲師団

### 歩兵師団
計25師団
- 第1機械化師団
- 第6機械化師団
- 第86機械化師団
- 第112機械化師団
- 第113機械化師団
- 第116機械化師団
- 第123機械化師団
- 第124機械化師団
- 第127機械化師団
- 第149機械化師団
- 第31自動車化歩兵師団
- 第37自動車化歩兵師団
- 第46自動車化歩兵師団
- 第61自動車化歩兵師団
- 第69自動車化歩兵師団
- 第91自動車化歩兵師団
- 第115自動車化歩兵師団
- 第121自動車化歩兵師団
- 第162自動車化歩兵師団
- 第163自動車化歩兵師団
- 第193自動車化歩兵師団
- 第4歩兵師団
- 第8歩兵師団
- 第11歩兵師団
- 第40歩兵師団

### 砲兵師団
計2師団
- 第1砲兵師団
- 第9砲兵師団

### その他
- 警衛第3師団

## 旅団

### 装甲旅団
計11旅団
- 第5装甲旅団
- 第9装甲旅団
- 第10装甲旅団
- 第13集団軍装甲旅団
- 第14集団軍装甲旅団
- 第20集団軍装甲旅団
- 第27集団軍装甲旅団
- 第31集団軍装甲旅団
- 第41集団軍装甲旅団
- 第47集団軍装甲旅団
- 新疆軍区装甲旅団

### 歩兵旅団
計28旅団
- 第58機械化歩兵旅団
- 第139機械化歩兵旅団
- 第188機械化歩兵旅団
- 第190機械化歩兵旅団
- 第235機械化歩兵旅団
- 第3自動車化歩兵旅団
- 第34自動車化歩兵旅団
- 第36自動車化歩兵旅団
- 第48自動車化歩兵旅団
- 第60自動車化歩兵旅団
- 第68自動車化歩兵旅団
- 第70自動車化歩兵旅団
- 第77自動車化歩兵旅団
- 第80自動車化歩兵旅団
- 第82自動車化歩兵旅団
- 第92自動車化歩兵旅団
- 第118自動車化歩兵旅団
- 第119自動車化歩兵旅団
- 第138自動車化歩兵旅団
- 第191自動車化歩兵旅団
- 第196自動車化歩兵旅団
- 第199自動車化歩兵旅団
- 第52山岳歩兵旅団
- 第53山岳歩兵旅団
- 第55歩兵旅団
- 第56歩兵旅団
- 第132歩兵旅団
- 第179歩兵旅団

### 砲兵旅団
計16旅団
- 第2砲兵旅団
- 第4砲兵旅団
- 第6砲兵旅団
- 第19砲兵旅団
- 第1集団軍砲兵旅団
- 第12集団軍砲兵旅団
- 第13集団軍砲兵旅団
- 第16集団軍砲兵旅団
- 第26集団軍砲兵旅団
- 第27集団軍砲兵旅団
- 第38集団軍砲兵旅団
- 第39集団軍砲兵旅団
- 第40集団軍砲兵旅団
- 第41集団軍砲兵旅団
- 第54集団軍砲兵旅団
- 第65集団軍砲兵旅団

### 防空・高射砲旅団
計18旅団
- 第19防空旅団
- 第1集団軍防空旅団
- 第13集団軍防空旅団
- 第21集団軍防空旅団
- 第27集団軍防空旅団
- 第31集団軍防空旅団
- 第38集団軍防空旅団
- 第39集団軍防空旅団
- 第42集団軍防空旅団
- 第54集団軍防空旅団
- 新疆軍区防空旅団
- 第3独立高射砲旅団
- 第12集団軍高射砲旅団
- 第14集団軍高射砲旅団
- 第16集団軍高射砲旅団
- 第20集団軍高射砲旅団
- 第26集団軍高射砲旅団
- 第40集団軍高射砲旅団
- 第65集団軍高射砲旅団